# Dahlonega
Dahlonega est une ville de Géorgie, aux États-Unis. Il s'agit du siège du comté de Lumpkin.

## Histoire
Dahlonega est une petite ville dans le comté de Lumpkin, sur la façade ouest des Appalaches, en Géorgie, l'une des plus anciennes régions de mines d'or des États-Unis. La ville est voisine d'Auraria, site d'exploitation aurifère découvert en 1827.
La découverte est revendiquée par Benjamin Parks, mais les premières mines n'ouvrent vraiment qu'en 1829 et l'afflux de colons s'est matérialisé à l'automne 1829. Licklog, siège du comté, est alors rebaptisé en 1833 « Dahlonega », du terme cherokee tahlonega, qui veut dire doré. Un hôtel des monnaies s'y installe en 1830 et frappe 100 000 dollars d'or dès la première année et jusqu'à sa fermeture en 1861, produit 1,5 million de pièces d'or pour une valeur faciale de 6 millions de dollars.

## Démographie
| 1840 | 1850 | 1870 | 1880 | 1890 | 1900  |
| ---- | ---- | ---- | ---- | ---- | ----- |
| 71   | 735  | 471  | 602  | 896  | 1 255 |

| 1910 | 1920 | 1930 | 1940  | 1950  | 1960  |
| ---- | ---- | ---- | ----- | ----- | ----- |
| 829  | 690  | 905  | 1 294 | 2 152 | 2 604 |

| 1970  | 1980  | 1990  | 2000  | 2010  | - |
| ----- | ----- | ----- | ----- | ----- | - |
| 2 658 | 2 844 | 3 086 | 3 638 | 5 242 | - |